# Alternativa Democrática 91
Alternativa Democrática 91 o DA91 (en holandés Democratisch Alternatief 1991) es un partido político liberal de la República de Surinam surgido en las elecciones generales de 1991.

## Historia
El partido surgió en las elecciones generales de 1991, las mismas que alumbraron también al Frente Nuevo (NF, escisión del Frente Nuevo para la Democracia y el Desarrollo). El resultado electoral dio la mayoría al Frente Nuevo con 30 escaños, mientras el Partido Nacional Democrático (PND) obtuvo 12 escaños y DA91 obtuvo los restantes 9 escaños. Tras no haber querido integrarse en un gobierno de coalición, en las elecciones presidenciales de julio ningún partido obtuvo los dos tercios de los escaños necesarios. Se reunió la Asamblea Nacional del Pueblo, eligiendo presidente a Ronald Venetiaan, del Frente Nuevo.
En las elecciones de 1996 se dieron resultados similares. El NF obtuvo 24 escaños, mientras el PND aumentó a 16 y el DA91 redujo su representación a 4; otros 4 escaños fueron a parar al partido Pendawa Lima. El NF intentó conformar una coalición junto con el DA91, pero éste no le brindó su apoyo. Finalmente la elección se llevó al Asamblea Nacional del Pueblo, que dio la victoria a Jules Wijdenbosch, del PND.
En las elecciones del 2000 el DA91 decidió abstenerse, al igual que las elecciones de 2005.
En las elecciones de 2010, el DA91 y el Frente Nuevo decidieron unirse en coalición, con Wiston Jessurun como candidato, para hacer frente al importante crecimiento del apoyo al candidato del PND, Desi Bouterse. El resultado electoral dio a Bouterse la victoria con 23 de los 50 (el escaño 51, correspondiente a Ronald Venetiaan, decidió no votar), mientras que la coalición en que estaba integrado el DA91 obtuvo 13 escaños; el ABOP obtuvo los escaños restantes. Bouterse decidió formar coalición ABOP para obtener los dos tercios necesarios para ello. Las elecciones presidencial de julio dieron asimismo la victoria a Bouterse.
En las elecciones generales de 2015 fueron derrotados nuevamente a pesar de que formó parte de la coalición V7.
En las elecciones generales de 2020 se presentó en solitario fracasando en su objetivo al no alcanzar escaños.